# Kumla kyrka, Västmanland

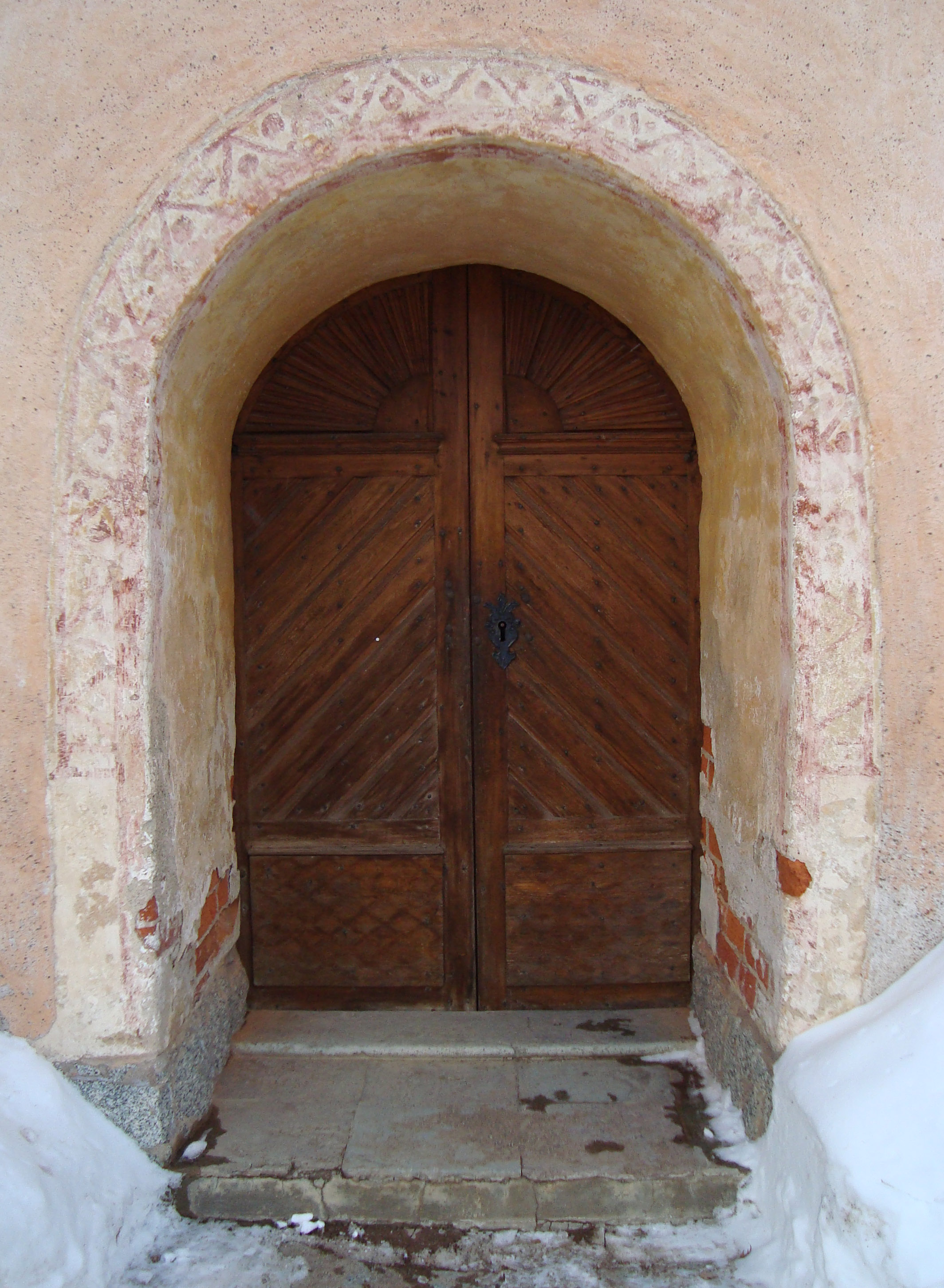
Södra ingången

Kumla kyrka är en kyrkobyggnad i Kumla kyrkby i Västerås stift. Den är församlingskyrka i Kumla församling.

## Kyrkobyggnaden
Kyrkan uppfördes av gråsten omkring år 1300 och hade då långhus och en fristående klockstapel. Under senare delen av 1400-talet ersattes det platta innertaket av trä med stjärnvalv av tegel och försågs med kalkmålningar utförda av Albertus Pictor. Enligt ett visitationsprotokoll från 1630 ägde detta rum år 1482. 
Åren 1756-1760 uppfördes kyrktornet som fullbordades 1765. Tornet ersatte en tidigare klockstapel som rivits. Kontrakt ingicks med murmästaren Per Schultzberg, Västerås, år 1756 på hösten, då en 14 alnar i kvadrat grund anlades innanför murarna. Höjd från grund upp till spirtopp är 42 alnar. Tornspiran blev beslagen med bleckplåtar och en kyrktupp i förgylld koppar sattes överst. Själva kyrkbyggnaden förlängdes till 14 alnar. År 1760 sattes kyrkklockorna upp i tornet. 1761 och 1762 höjdes golvet i kyrkan med en halv aln och nya kyrkbänkar tillverkades för både mans- som kvinnosidan, en ny läktare uppsattes och 3 nya fönster insattes. Sedan rappades och vitlimmades kyrkan ut- och invändigt och tornet på utsidan. Kyrktaket blev förbättrat och reparerat. År 1766 i november, ansågs bygget som färdigt. Kostnaden för bygget blev 40 033 Daler Kopparmynt. September 1779 byggdes sakristian om då dess gamla valv revs och ersattes med ett plant, panelklätt innertak. Under 1700-talet förstorades även fönstren. I korfönstren finns glasmålningar utförda 1960 av Västeråskonstnären Nils-Aron Berge.

## Inventarier
- Predikstolen med sexsidig korg tillkom 1665 och omgestaltades vid en ombyggnad åren 1818-1820.
- Nuvarande dopfunt är tillverkad av skotsk sandsten av skulptören Erik Sand. Funten kom på plats 1951.

### Orgel
Ett gammalt orgelverk blev reparerat 1650. 1739 renoverades orgelverket av Daniel Stråhle.
| Manual         |
| Gedackt 8'     |
| Principal 4'   |
| Qvinta 3'      |
| Scharf 3       |
| Superoktava 2' |